# Погонич малий
Погонич малий (Porzana parva) — вид птахів з роду Погонич (Porzana) родини Пастушкові. Один з 6-ти видів роду. В Україні гніздовий, перелітний птах. Населяє водно-болотні угіддя, веде прихований спосіб життя, тому на очі трапляється рідко.

## Опис

### Морфологічні ознаки

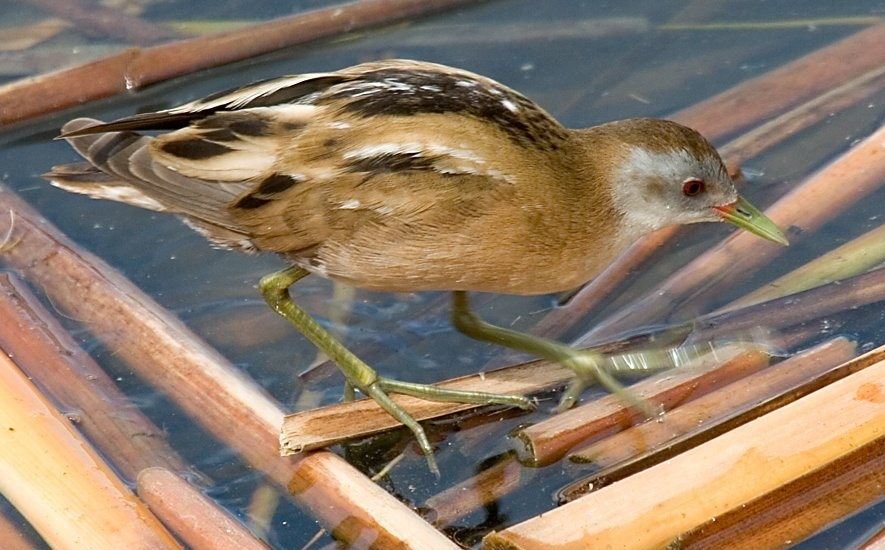
Доросла самка

Маса тіла 40-60 г, довжина тіла 18-20 см, розмах крил 34-39 см. Дорослий самець зверху бурий, з темними плямами і білими рисками; щоки, смуги над очима, горло, шия з боків і спереду, низ тулуба синювато-сірі; черево ззаду з білими смугами; підхвістя чорно-буре, з білими смугами; махові і стернові пера темно-бурі; дзьоб зеленкуватий, на основі нижньої щелепи червона пляма; ноги зеленкуваті; райдужна оболонка ока червона. У дорослої самки щоки, горло, шия з боків і спереду, верхня частина вола білуваті; низ вола, груди, боки тулуба і черево вохристі. Молодий птах подібний до дорослої самки, але низ з білими смугами; райдужна оболонка ока коричнева.
Від погонича-крихітки відрізняється червоною плямою на дзьобі та довшою частиною першорядних махових пер, яку видно з-під третьорядних, а також відсутністю білих смуг на боках тулуба; крім того, відрізняється голосом.

### Звуки
Шлюбний крик самця — голосне «квек — квек…», у самки — з закінченням «…квар — рр — р — р»; поклик — тихе «квек», «дуг — дуг…» або «тап — тап…», крик тривоги — різке «тьюк».

## Поширення
Гніздовий ареал простягається від Східної Європи до Західного Сибіру. Поширений від Нідерландів, Франції, північної Італії на схід до долини верхньої Обі в районах Новосибірська і Барнаула, до долини Тарима й оз. Лобнор. На північ в Прибалтиці до 59-ї паралелі, до Псковської, Калінінської, Володимирської, Рязанської областей, басейна Сури, району Казані, далі на схід, ймовірно, до 55-ї паралелі. На південь до північної Італії, Болгарії, Малої Азії, Закавказзя, далі на схід південна межа ареалу, ймовірно, простягається в північному Ірані, північному Афганістані, в області долини Тарима.
В Україні гніздиться на всій території, крім гір; в періоди міграцій може траплятися скрізь.
Зимує в південно-західній Європі, в басейні Середземного моря і Північній Африці.

## Місця існування
На відміну від погонича звичайного віддає перевагу біотопам з більшою кількістю води. У період гніздування оселяється на рівнинних водоймах різного типу і площі — від крихітних ставків до великих озер і плавнів великих південних річок, як мілководних, так і глибоких з внутрішньоозерними сплавинами і заломами. Уникає річок зі швидкою течією, але оселяється біля повільних проток і рівчаків. Основна умова — присутність достатньо великої площі, покритої високою густою надводною рослинністю з мулистими мілководдями і обмілинами. Однаково охоче займає очеретяні, рогозові, осокові зарості, рідше мешкає в заплавних вільхових лісах, вербових хащах і на лісових водоймах.
Під час міграції іноді зупиняється на днювання в нетипових, сухих місцях далеко від водойм, у кущах і траві або, навпаки, серед широких відкритих просторів води, ховаючись у кущах.

## Чисельність
Чисельність в Європі оцінена в 61—140 тис. пар, в Україні — 26—43 тис. пар. Популяція в Європі скорочується..

## Гніздування

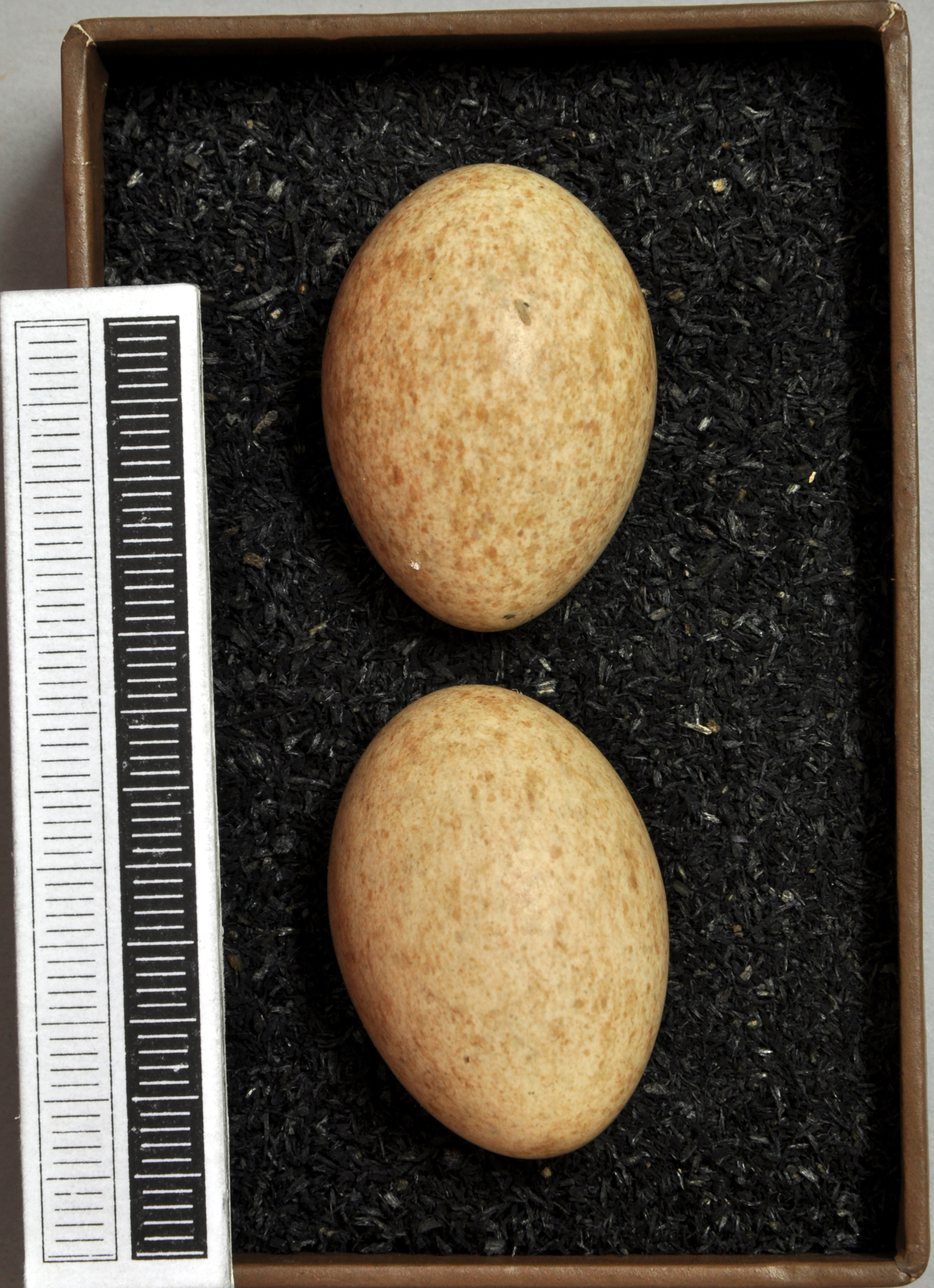
Яйця в оологічній колекції

Малі погоничі прилітають на Україну у квітні. Мігрують поодинці або парами тільки вночі; на день зупиняються для живлення на болотах. Гніздяться окремими парами. Гнізда влаштовують в прихованому місці серед густої рослинності — на торішньому зламаному очереті, на плаву або в кущі осоки частіше над водою, ніж на березі. Гніздо укріплене на прим'ятому листі осоки і рогозу на висоті близько 20 см над водою і звите з листків рогозу, очерету і осоки. Самка відкладає 7-8 яєць. Шкаралупа гладка, зі слабким блиском. Основне забарвлення її може бути різноманітним — від світло-буруватого до світло-зелено-сірого. Воно рясно вкрито поверхневими дрібними світло-коричневими, буруватими або рудувато-бурими дрібними плямами, які часто розташовуються настільки щільно, що яйця виглядають однотонними (бурими). Менш помітними є глибокі плями — сіро-фіолетові або світло-сірі. Середній розмір яєць малого погонича в Європі — 30,62×21,54 мм. Насиджують кладку обидва батьки протягом 20—21 дня. Яйцекладка відбувається протягом травня. Пухові пташенята з'являються зазвичай у червні, а від повторних кладок пуховички часто зустрічаються ще і в першій половині серпня. У зв'язку з тим, що птахи починають насиджувати ще до закінчення відкладання яєць, пташенята вилуплюються не одночасно. Після вилуплення перших пташенят, їх водить один з батьків, а другий продовжує насиджувати решту яєць. У липні, коли пташенята ще не літають, у старих птахів починається повне линяння, під час якого вони на деякий час втрачають здатність літати; закінчується воно у вересні. Молодь восени линяє, одягаючи зимове вбрання дорослих птахів. Осінній відліт малих погоничів починається у вересні. На півдні України пролітні малі погоничі зустрічаються протягом жовтня, а останні затримуються до середини листопада.

## Живлення
Основу раціону малого погонича складає тваринна їжа: комахи та їхні личинки, черв'яки, молюски, а також насіння і ніжні пагони водних рослин; за гастроліти птахам слугують дрібний пісок і дрібні камінчики. Малі погоничі розшукують їжу в густих прибережних заростях або на поверхні води, там де є зарості латаття та інших водних рослин. Активні цілодобово, але максимум трофічної активності припадає на сутінки та темний час доби.

## Охорона
Погоничу малому загрожує ряд чинників, таких як знищення водно-болотних угідь під час меліорації, знищення заплав та вологих луків, осінні пали очеретів, раптовий спуск води з водосховищ, відстріл птахів мисливцями. Для збереження виду необхідне раціональне ведення сільського господарства на вологих луках, збереження та відновлення водно-болотних угідь (боліт, малих річок, тощо), заборона полювання та випалів очерету. Погонич малий охороняється Бернською (Додаток ІІ) та Боннською (Додаток ІІ) конвенціями, Директивою ЄС про охорону диких птахів (Додаток І).